# District d'Anyuan
Pour les articles homonymes, voir Anyuan.
Le district d'Anyuan (chinois simplifié : 安源区 ; chinois traditionnel : 安源區 ; pinyin : ānyuán qū) est une subdivision administrative de la province du Jiangxi en Chine. Il est placé sous la juridiction de la ville-préfecture de Pingxiang.
Le président Mao va à Anyuan est une peinture à l'huile tirée à 900 millions d'exemplaires en 1967.

### Lien externe

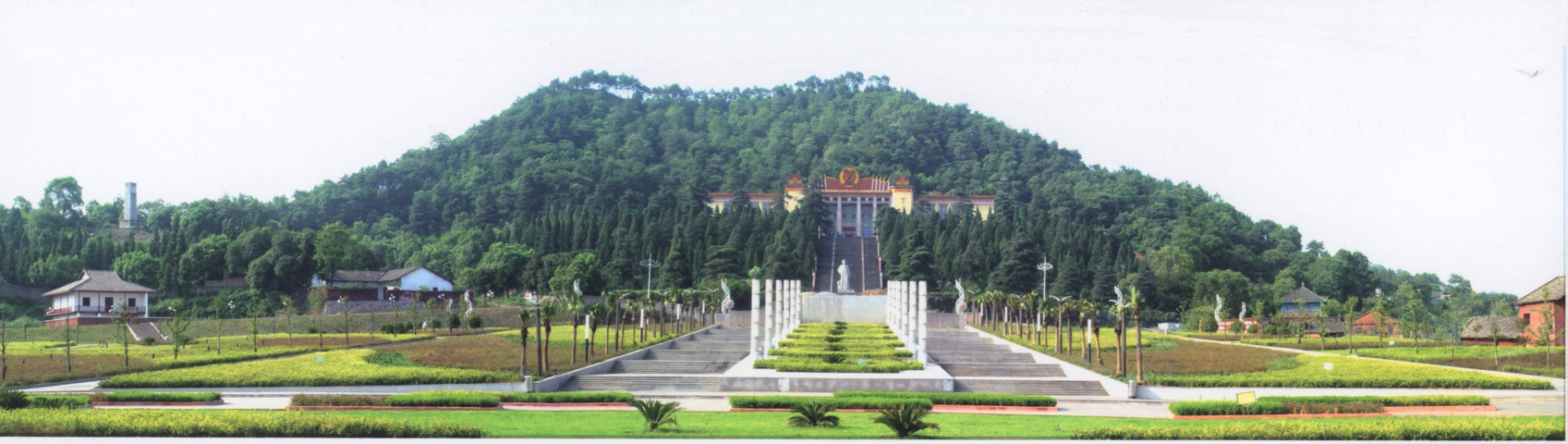
Le mémorial d'Anyuan